# Maciste atleta
Maciste atleta è un film muto italiano del 1918 diretto da Vincenzo Denizot e Giovanni Pastrone.